# Emel Aydoğdu
Emel Aydoğdu (* 1990 in Gaziantep, Türkei) ist eine deutsch-kurdische Theaterregisseurin in Deutschland.

## Leben
Aydoğdu stammt aus einer alevitischen Familie und kam 1995 nach Deutschland, wo sie in Bochum aufwuchs. Bereits mit jungen Jahren spielte sie am Schauspielhaus Bochum in diversen Produktionen mit. Von 2007 bis 2009 war sie im jungen Ensemble am Schauspielhaus Bochum als Schauspielerin engagiert. Nach dem Abitur studierte sie Szenische Forschung, Moderne und Zeitgenössische Kunst, Kunstgeschichte und Religionswissenschaft an der Ruhr-Universität in Bochum. Ihre erste Inszenierung war ein selbstgeschriebenes Recherchestück "Verloren – Eine Collage zum Thema Amoklauf", die sie 2011 am Jungen Schauspielhaus Bochum inszenierte. Daraufhin folgten verschiedene Inszenierungen in der freien Szene und für das Schauspielhaus Bochum. Während des Studiums hospitierte sie bei Armin Petras und Antú Romero Nunes, bevor sie als Regieassistentin am Theater Oberhausen (2017–2019) engagiert wurde. Dort inszenierte sie "Existent! – Ein Performancestück", "Existent Teil 2 – Narben" und "Die Nacht kurz vor den Wäldern" von Bernard-Marie Koltès. In ihren Inszenierungen geht sie choreografisch und performativ mit Text und Sprache um. Mit ihren Schauspielern geht sie biografisch, dokumentarisch, politisch an Texte und Körper heran. Überwiegend beschäftigt sie sich mit Themen wie Krieg, Flucht und Existenzfragen. Zudem ist Aydoğdu Gründerin des Tanz-Theater-Kollektivs transkript´09.

## Auszeichnungen
- 2010 U20 Poetry Slam Bochumer Meisterschaft
- 2010 Europäische Jugendkunstausstellungspreis Ruhr.2010[5]
- 2011 Sonderpreisträgerin der Mercator-Stiftung für ihren Kurzfilm "Meine Oma, Meine Wurzel, Meine Heimat"[6]
- 2013 Jugendkunstausstellungspreis Bochum/Marseille[7]
- 2015 Bochumer Bücher
- 2015 Next Generation Westwind-Festival[8]
- 2019 Next Generation Westwind-Festival[9]
- 2020 Monospektakel X 1. Jury-Preis für die Inszenierung "Die Nacht kurz vor den Wäldern"[10]